# Apostolisches Vikariat Hubei
Das Apostolische Vikariat Hubei (lat.: Apostolicus Vicariatus de Hupè) war ein in China gelegenes römisch-katholisches Apostolisches Vikariat mit Sitz in Wuhan. 

## Geschichte
Das Apostolische Vikariat Hubei wurde 1696 als Apostolisches Vikariat Hubei und Hunan aus dem Apostolischen Vikariat Fujian heraus gegründet. Mit der Ausgliederung des Apostolischen Vikariats Hunan wurde das Apostolische Vikariat Hubei und Hunan in Apostolisches Vikariat Hubei am 8. April 1856 durch Papst Pius IX. umbenannt. Am 2. September 1870 wurde das Apostolische Vikariat Hubei durch Pius IX. mit der Päpstlichen Bulle Quae Christianae rei geteilt. Aus dem Territorium des Apostolischen Vikariates Hubei wurden die Apostolischen Vikariate Nordwest-Hubei, Südwest-Hubei und Ost-Hubei errichtet.

## Apostolische Vikare von Hubei
- Luigi Celestino Spelta OFM, 1856–1862
- Eustachio Vito Modesto Zanoli OFM, 1862–1870, dann Apostolischer Vikar von Ost-Hubei